# Alpiner Skiweltcup in Sölden 2022/23
Der Alpine Skiweltcup in Sölden 2022/23 gehörte zum Alpinen Skiweltcup 2022/23 und fand am 23. Oktober 2022 in Sölden statt. Es wurde das Herrenrennen im Riesenslalom ausgetragen, während das Damenrennen einen Tag zuvor abgesagt wurde.

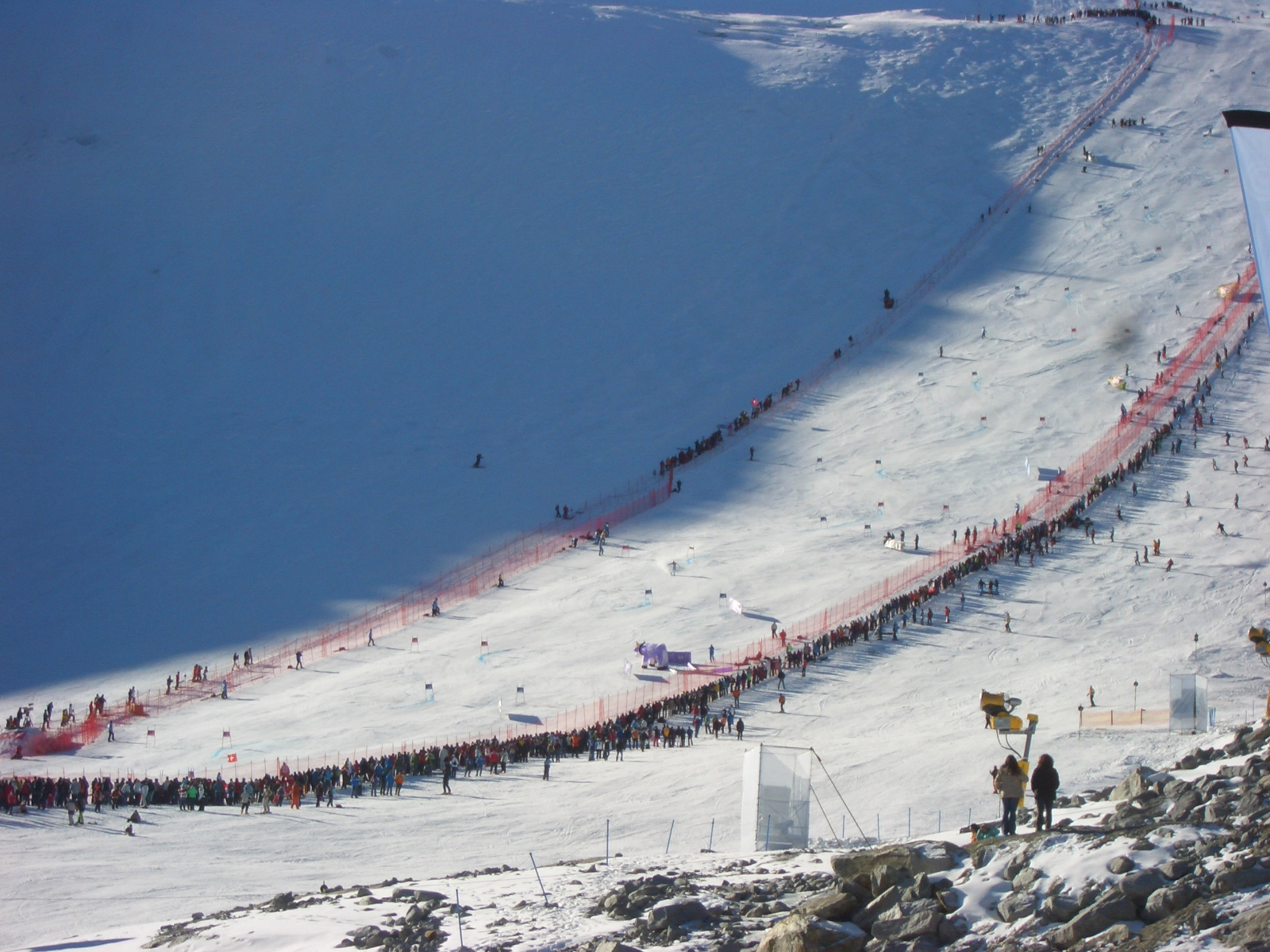
Rettenbachferner

## Streckendaten
|                    | Riesenslalom Damen     | Riesenslalom Herren    |
| ------------------ | ---------------------- | ---------------------- |
| Datum              | 22. Oktober            | 23. Oktober            |
| Ort                | Rettenbachferner       | Rettenbachferner       |
| Startzeit 1. Lauf  | 10:00 Uhr              | 10:00 Uhr              |
| Startzeit 2. Lauf  | 13:05 Uhr              | 13:00 Uhr              |
| Seehöhe Start      | 3040 m                 | 3040 m                 |
| Seehöhe Ziel       | 2670 m                 | 2670 m                 |
| Höhendifferenz     | 370 m                  | 370 m                  |
| Streckenlänge      | ?                      | ?                      |
| Kurssetzer 1. Lauf | Alois Prenn (SUI)      | Christian Mitter (NOR) |
| Kurssetzer 2. Lauf | Magnus Andersson (USA) | Max Carca (ITA)        |
| Tore 1. Lauf       | 48                     | 46                     |
| Tore 2. Lauf       | –                      | 47                     |

## Teilnehmende Nationen und Athleten
Es nahmen 70 Sportler aus 19 Nationen am Alpinen Skiweltcup in Sölden teil. Das Damenrennen wurde abgesagt, somit traten 68 Sportlerinnen aus 20 Nationen nicht an.
| Nation                   | Anzahl               | Athleten |
| Europa (16 Nationen)     | Europa (16 Nationen) | Europa (16 Nationen) |
| ------------------------ | -------------------- | --- |
| Andorra                  | 1                    | Joan Verdú Sánchez |
| Dänemark                 | 1                    | Christian Borgnaes |
| Deutschland              | 6                    | Alexander Schmid, Stefan Luitz, Anton Grammel, Fabian Gratz, Julian Rauchfuss, Linus Straßer                                                                                      |
| Frankreich               | 7                    | Alexis Pinturault, Mathieu Faivre, Thibaut Favrot, Victor Muffat-Jeandet, Cyprien Sarrazin, Loévan Parand, Diego Orecchioni                                                       |
| Italien                  | 9                    | Luca De Aliprandini, Giovanni Borsotti, Dominik Paris, Simon Maurberger, Riccardo Tonetti, Giovanni Franzoni, Filippo Della Vite, Alex Hofer, Hannes Zingerle                     |
| Kroatien                 | 2                    | Filip Zubčić, Samuel Kolega |
| Liechtenstein            | 1                    | Ian Gut |
| Litauen                  | 1                    | Andrej Drukarov |
| Niederlande              | 1                    | Maarten Meiners |
| Norwegen                 | 8                    | Henrik Kristoffersen, Lucas Braathen, Atle Lie McGrath, Rasmus Windingstad, Fabian Wilkens Solheim, Leif Kristian Nestvold-Haugen, Aleksander Aamodt Kilde, Alexander Steen Olsen |
| Österreich               | 8                    | Manuel Feller, Patrick Feurstein, Marco Schwarz, Raphael Haaser, Matthias Mayer, Vincent Kriechmayr, Dominik Raschner, Thomas Dorner                                              |
| Schweden                 | 1                    | Johan Silfaelt |
| Schweiz                  | 9                    | Marco Odermatt, Loïc Meillard, Gino Caviezel, Daniele Sette, Semyel Bissig, Fadri Janutin, Thomas Tumler, Livio Simonet, Luca Aerni                                               |
| Slowakei                 | 2                    | Adam Žampa, Andreas Žampa |
| Slowenien                | 2                    | Žan Kranjec, Štefan Hadalin |
| Vereinigtes Königreich   | 1                    | Charlie Raposo |
| Nordamerika (2 Nationen) |                      | |
| Kanada                   | 5                    | Erik Read, Trevor Philp, Riley Seger, Liam Wallace (nicht gestartet), Asher Jordan                                                                                                |
| Vereinigte Staaten       | 4                    | River Radamus, Tommy Ford, Ryan Cochran-Siegle, Isaiah Nelson |
| Ozeanien (1 Nation)      |                      | |
| Australien               | 1                    | Harry Laidlaw |

## Bericht

### Vorbericht
Vier Wochen vor dem ersten Riesenslalom der Saison 2022/23 lief für Streckenchef Isidor Grüner und sein Team alles nach Plan. Ende September 2022 gab es sogar schon 30 Zentimeter Neuschnee und Minustemperaturen. Der Franzose Clément Noël, erklärte, dass er auf den Riesenslalom in Sölden verzichten und erst bei seinem Heimrennen in Val-d’Isère am 11. Dezember 2022 in die Slalom-Saison 2022/23 einstigen werde. 14 Tage vor der Saisoneröffnung befand sich die Rennstrecke am Rettenbachferner in einem guten Zustand. Dazu beigetragen hatten vier Tage lang rund um die Uhr arbeitende Schneekanonen als auch die vorhandenen Schnee-Depots. Am 6. Oktober 2022 war eine FIS-Delegation vor Ort und begutachtete die Vorbereitungen, die nach Plan verliefen. Bei der Schneekontrolle, die am 13. Oktober 2022 im Beisein von Markus Mayr (FIS-Renndirektor Damen), Janez Hladnik (FIS-Renndirektor Herren), Mario Reiter (ÖSV), Streckenchef Isidor Grüner und Rennleiter Rainer Gstrein stattfand, wurde grünes Licht für die beiden Rennen am 22. und 23. Oktober 2022 gegeben. Der 33-jährige Franzose Victor Muffat-Jeandet feierte nach einer Verletzungspause in Sölden sein Comeback, denn er hatte sich Anfang Januar 2022 beim Slalom in Zagreb den rechten Knöchel gebrochen. Trotz gestiegener Coronazahlen gab es für die Athleten und Zuschauer keine Covid-19-Maßnahmen. Es wurden die Maßnahmen der letzten Monate empfohlen, waren aber nicht verpflichtend.⁣
In der Nacht von Freitag auf Samstag sollte es etwas Niederschlag geben und die Wolken sollten sich schnell verziehen. Außerdem war man zuversichtlich, dass das Damenrennen am 22. Oktober 2022 bei gutem trockenem Wetter, mit guten Sichtverhältnissen, schwachem Westwind und Temperaturen um den Gefrierpunkt gut über die Bühne geht. Es kam alles anders als erwartet: Beim Herrenrennen, das einen Tag später startete, waren milde Temperaturen von Plus vier bis fünf Grad zu erwarten. Im Laufe des Tages sollte es Wind aus südlicher Richtung geben und die Sonne scheinen. Einen Tag vor dem Saisonauftakt stand die Wetterprognose für das Damenrennen in keinem guten Licht, denn es wurde vorausgesagt, dass es etwas Regen und Wind geben werde und die Temperaturen sich bei deutlich mehr als Plus fünf Grad bewegen würden. Um die Rennstrecke nicht zu gefährden, wurde neben der Strecke trainiert. Auch die Hangbefahrung musste einen Tag zuvor wegen starken Windes abgesagt werden.

### Samstag, 22. Oktober 2022, Riesenslalom Damen
Regen, Schneefälle und ein starker Sturm, der in der Nacht von Freitag auf Samstag hereinkam, hatten den Rettenbachferner (Rennpiste) aufgeweicht, deshalb wurde in den frühen Morgenstunden entschieden, den ersten Durchgang von 10:00 Uhr auf 11:00 Uhr und den Finaldurchgang von 13:05 Uhr auf 14:05 Uhr zu verlegen. Zwischen 7:30 Uhr und 8:00 Uhr hatten die Jury und das lokale Organisationskomitee beschlossen, den Riesenslalom der Damen abzusagen, weil es nicht möglich war, die Rennpiste bis 11:00 Uhr renntauglich zu machen. Die Sicherheit der Athletinnen war nicht gegeben. Das war die zweite Absage nach 2006.
Das Organisationskomitee und das Pistenteam arbeiteten daran, die Rennpiste für den am nächsten Tag vorgesehenen Riesenslalom der Herren renntauglich zu machen. Am Samstagnachmittag sollte laut Wetterprognose der Himmel aufklaren und es sollte kälter werden.
Am 28. Oktober 2022 wurde entschieden, dass der Riesenslalom der Damen im österreichischen Semmering einen Tag nach dem zweiten Weihnachtstag am 27. Dezember 2022 nachgeholt werde.

### Sonntag, 23. Oktober 2022, Riesenslalom Herren
Den ersten Lauf steckte der Österreicher Christian Mitter. Nach dem ersten Durchgang führte der Schweizer Marco Odermatt mit einer Zeit von 59,88 Sekunden vor dem Norweger Lucas Braathen (+ 0,41 s) und dem Slowenen Žan Kranjec (+ 0,69 s). Mit 81 Hundertstelsekunden auf dem führenden kam der Schweizer Loic Meillard als Vierter ins Ziel. Als bester Österreicher kam Manuel Feller (+ 0,89 s) auf dem fünften Platz. Auf die Plätze sechs und sieben kamen die Norweger Henrik Kristoffersen (+ 0,95 s) und Atle Lie McGrath (+ 0,97 s). Mit 1,02 Sekunden hatte der auf Platz acht liegende Franzose Alexis Pinturault schon einen großen Rückstand auf den führenden Odermatt. Neunter wurde der Kroate Filip Zubcic (+ 1,28 s). Alexander Schmid (+ 1,33 s) wurde Zehnter und zugleich bester Deutscher. Der Deutsche Stefan Luitz, der Österreicher Matthias Mayer und der Italiener Luca De Aliprandini schieden im ersten Durchgang aus. Die Italiener Dominik Paris (+ 2,96 s), Simon Maurberger (+ 3,04 s), Riccardo Tonetti (+ 3,54 s), Giovanni Franzoni (+ 3,44 s), Filippo Della Vite (+ 3,01 s), Alex Hofer (+ 3,59 s) und Hannes Zingerle (+ 3,61 s) hatten auf den Halbzeitführenden Odermatt einen deutlichen Rückstand und verpassten den zweiten Durchgang.
Odermatt wiederholte seinen Sieg aus der vergangenen Saison 2021/22 mit einer Zeit von 2:04,72 Minuten vor dem Slowenen Zan Kranjec (+ 0,76 s) und dem Norweger Henrik Kristoffersen (+ 0,97 s). Lucas Braathen (+1,10) aus Norwegen viel um zwei Plätze zurück und wurde Vierter. Der Norweger Rasmus Windingstad lag eine Hundertstelsekunde dahinter auf Platz fünf. Tommy Ford (+ 1,16 s) aus den USA und Stefan Hadalin (+ 1,38 s) aus Slowenien machten 20 Plätze gut und kamen als Sechster bzw. Neunter ins Ziel. Zwischen den beiden reihte sich der Schweizer Loic Meillard (+ 1,19 s) als Siebenter und der Deutsche Alexander Schmid (+ 1,37 s) als Achter ein. Der Franzose Thibaut Favrot (+ 1,40 s) wurde Zehnter. Der Österreicher Marco Schwarz (+ 1,68 s) kam auf den 13. Platz und war Bester seines Landes. Manuel Feller (+ 1,81 s) aus Österreich viel 11 Plätze zurück und wurde 16. Der österreichische Speedspezialist Vincent Kriechmayr (+ 4,12 s) kam als 27. über die Ziellinie.

## Ergebnis Herren

### Riesenslalom
- Wetter Lauf 1: sonnig, Schnee: hart gepackt, Temperatur Start: 0 °C, Temperatur Ziel: 4 °C
- Wetter Lauf 2: teilweise bewölkt, Schnee: hart gepackt, Temperatur Start: 1 °C, Temperatur Ziel: 8 °C
- Vorläufer Lauf 1:  Fabio Gstrein,  Nicolas Gstrein,  Luca Gstrein
- Vorläufer Lauf 2:  Fabio Gstrein,  Nicolas Gstrein,  Luca Gstrein

| Platz | Name                          | Lauf 1           | Lauf 2           | Gesamt      |
| ----- | ----------------------------- | ---------------- | ---------------- | ----------- |
|       | Marco Odermatt                | 59,88 s (1)      | 1:04,84 min (9)  | 2:04,72 min |
|       | Žan Kranjec                   | 1:00,57 min (3)  | 1:04,91 min (12) | 2:05,48 min |
|       | Henrik Kristoffersen          | 1:00,83 min (6)  | 1:04,86 min (10) | 2:05,69 min |
| 04    | Lucas Braathen                | 1:00,29 min (2)  | 1:05,53 min (22) | 2:05,82 min |
| 05    | Rasmus Windingstad            | 1:01,36 min (12) | 1:04,47 min (7)  | 2:05,83 min |
| 06    | Tommy Ford                    | 1:02,26 min (26) | 1:03,62 min (1)  | 2:05,88 min |
| 07    | Loïc Meillard                 | 1:00,69 min (4)  | 1:05,22 min (16) | 2:05,91 min |
| 08    | Alexander Schmid              | 1:01,21 min (10) | 1:04,88 min (11) | 2:06,09 min |
| 09    | Štefan Hadalin                | 1:02,43 min (28) | 1:03,67 min (2)  | 2:06,10 min |
| 10    | Thibaut Favrot                | 1:01,70 min (18) | 1:04,42 min (6)  | 2:06,12 min |
| 11    | Victor Muffat-Jeandet         | 1:02,12 min (24) | 1:04,22 min (5)  | 2:06,34 min |
| 12    | Filip Zubčić                  | 1:01,16 min (9)  | 1:05,23 min (18) | 2:06,39 min |
| 13    | Marco Schwarz                 | 1:01,39 min (14) | 1:05,01 min (13) | 2:06,40 min |
| 14    | Leif Kristian Nestvold-Haugen | 1:02,32 min (27) | 1:04,19 min (4)  | 2:06,51 min |

| Platz | Name                  | Lauf 1           | Lauf 2           | Gesamt      |
| ----- | --------------------- | ---------------- | ---------------- | ----------- |
| 15    | Trevor Philp          | 1:02,52 min (30) | 1:04,00 min (3)  | 2:06,52 min |
| 16    | Manuel Feller         | 1:00,77 min (5)  | 1:05,76 min (23) | 2:06,53 min |
| 17    | Erik Read             | 1:01,37 min (13) | 1:05,22 min (16) | 2:06,59 min |
| 18    | Atle Lie McGrath      | 1:00,85 min (7)  | 1:05,85 min (24) | 2:06,70 min |
| 19    | Alexander Steen Olsen | 1:01,68 min (17) | 1:05,07 min (14) | 2:06,75 min |
| 20    | Alexis Pinturault     | 1:00,90 min (8)  | 1:05,91 min (25) | 2:06,81 min |
| 21    | Gino Caviezel         | 1:01,58 min (16) | 1:05,27 min (19) | 2:06,85 min |
| 22    | Patrick Feurstein     | 1:01,53 min (15) | 1:05,35 min (21) | 2:06,88 min |
| 23    | Adam Žampa            | 1:01,74 min (19) | 1:05,27 min (19) | 2:07,01 min |
| 24    | Mathieu Faivre        | 1:01,96 min (21) | 1:05,12 min (15) | 2:07,08 min |
| 25    | Livio Simonet         | 1:02,49 min (29) | 1:04,79 min (8)  | 2:07,28 min |
| 26    | River Radamus         | 1:01,25 min (11) | 1:06,36 min (26) | 2:07,61 min |
| 27    | Vincent Kriechmayr    | 1:02,14 min (25) | 1:06,70 min (27) | 2:08,84 min |
| 28    | Giovanni Borsotti     | 1:02,10 min (23) | 1:08,37 min (28) | 2:10,47 min |